# 中野勇士
中野 勇士（なかの ゆうし、1991年11月8日 - ）は、日本の俳優。東京都出身。身長175cm、血液型はA型。テアトルアカデミーに所属していた。

## 人物
- 趣味は音楽鑑賞。特技は剣道。

## 出演

### テレビ
- 山田太一ドラマスペシャル「奈良へ行くまで」 中本新一／役(テレビ東京系、1998年)
- 「Tears」 田口裕太／役 (テレビ朝日系、1998年)
- 愛の劇場「大好き!五つ子」1〜6 桜井慎吾／役　メインレギュラー(TBS系、1999年〜)
- 「教習所物語」涼介／役　レギュラー(TBS系、2000年)
- 「あさきゆめみし」光源氏／役(TBS系、2000年)
- 大河ドラマ「北条時宗」明寿丸／役　レギュラー(NHK、2001年)
- 「フライング・ボーイズ」谷口健太／役(フジテレビ系、2002年)
- 「水戸黄門」第31部　榎本小太郎／役(TBS系、2002年)
- 大河ドラマ「武蔵 MUSASHI」壬生源次郎／役(NHK、2003年)
- NHK夜の連続ドラマ「女神の恋」太田倫伝／役　レギュラー(NHK、2003年)
- 「ペーレス」鏑木勇人／役(BSフジ、2003年)
- 「子連れ狼」小一郎／役(テレビ朝日系、2003年)
- 「ウルトラマンネクサス」 山邑薫役(CBC系、2005年)
- 「恋する日曜日（セカンドシリーズ）」 第12話「アニー」ナツオ／役(BS-i、2005年6月19日)

### CM
- 春日井製菓「黒飴」
- ロート製薬「パンシロントラベルNOW」
- サンヨー食品「ポケモンヌードル」
- サッポロ一番「みそラーメン」
- ライオン「小児用バファリン」
- パナソニック「パナファックス」
- JA貯金「貯蓄貯金魚」
- 丸美屋「マーボ豆腐釜飯」
- ヤマザキ「中華まん」
- ハローマック「ミニサンタ」
- エバラ「キムチの鍋の素」
- 「キャンベルスープ」